# 千仏山

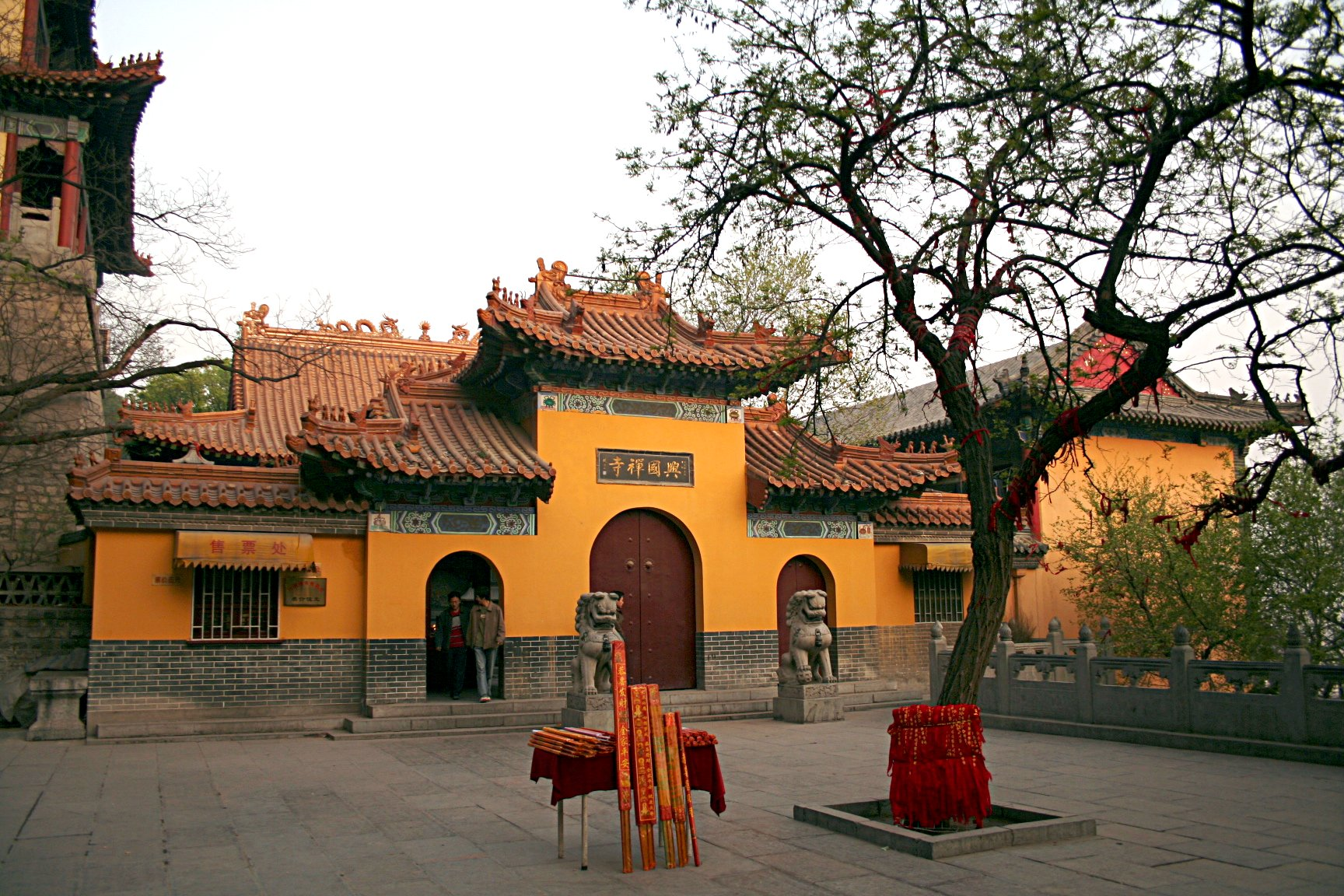
興国寺

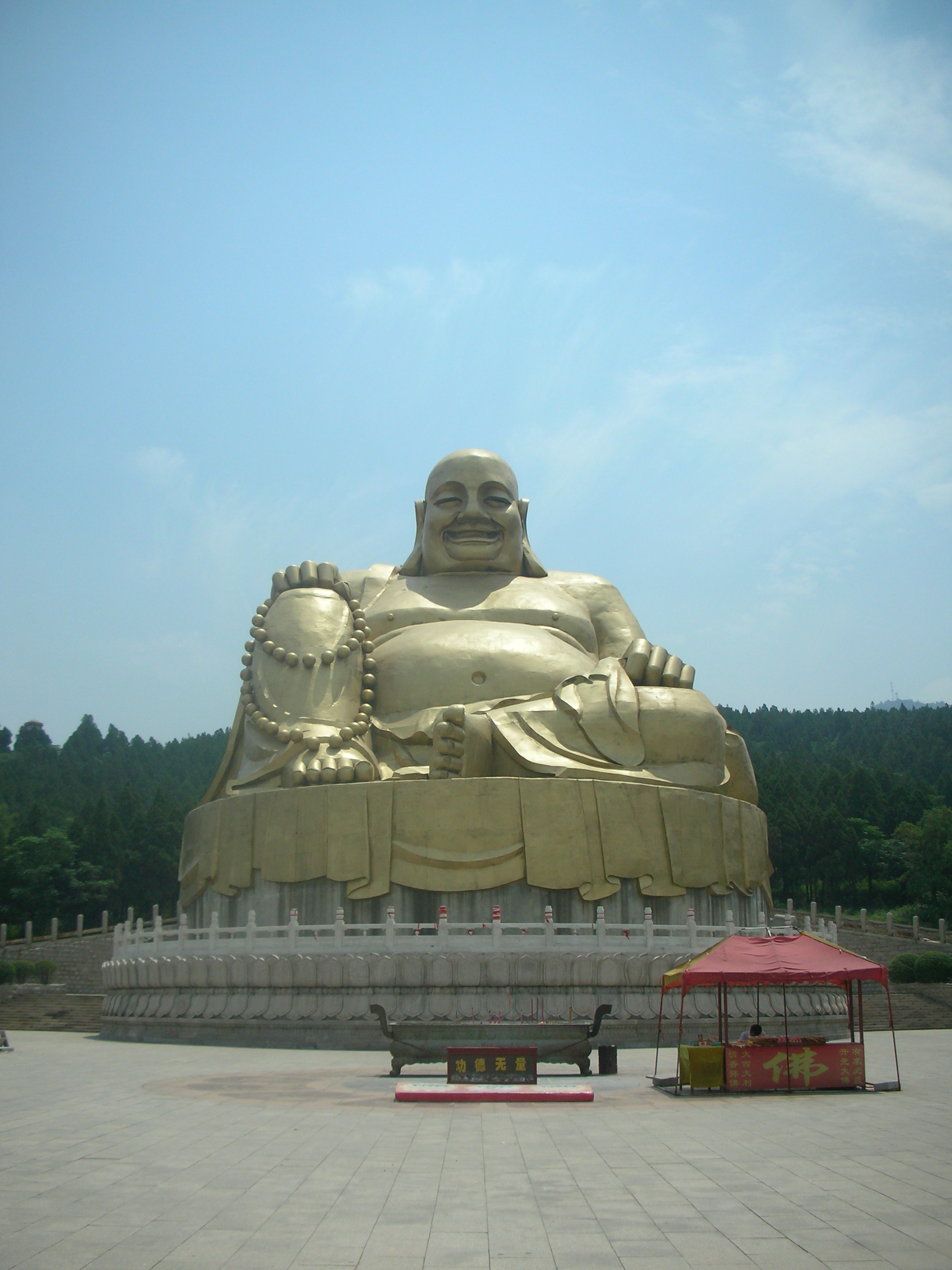
弥勒菩薩

千仏山（せんぶつざん）は、中国済南市南部歴下区にある泰山山脈の北端に位置する標高230メートルの山。済南三大名勝の1つ。済南市の中心部より3km、山全体を千仏山公園としている。2017年に中華人民共和国国家級風景名勝区に認定された。
隋の開皇年間（581年 - 600年）代に岩肌に多くの磨崖仏が刻まれたことから、千仏山と呼ばれる。別名を歴山、舜耕山という。麓には、万仏洞や絶壁の下に唐代に創建された古刹興国寺がある。頂上には、ロープウェーで中腹まで上ることができる。また、山頂には舜帝詞、魯班詞、文昌閣などがある。山頂からは、遠く黄河などを望むことができる。麓の黄金の弥勒菩薩は、日本の和歌山県会が寄贈した。

## 万仏洞
万仏洞は1992年9月30日に公開され、見学距離は600mにもおよぶ。莫高窟、竜門窟、麦積窟、雲崗窟のそれぞれの特徴を合わせ持つ。